# 河西三省
河西 三省（かさい さんせい、本名読み：かさい みつみ、1898年（明治31年）9月16日 - 1970年（昭和45年）12月2日）は、日本のアナウンサー、実業家。位階は従五位勲四等、栄典は瑞宝章、藍綬褒章。
昭和初期におけるラジオのスポーツ中継番組の実況アナウンスで広く知られ、現場を離れたのちはNHK浜松放送局長、日本放送出版協会社長を務めた。

## 略歴・人物
東京府（現・東京都）出身。慶應義塾大学中退後、時事新報社に入社する。運動部記者として勤務するかたわら、全国中等学校野球大会の期間中に日比谷公園に設置されていた試合速報掲示板「プレーヤーズ・ボールド」の解説員として好評を博す。これを受けて、1927年（昭和2年）の第13回大会の決勝戦中継における東京側のスタジオ解説者に起用される。
1929年（昭和4年）、本格的にスポーツアナウンサーに転じるためNHKに入局した。野球中継においては、「河西の放送を聴けば、そのままスコアブックをつけることが可能である」と評されるほどの豊富かつ克明な描写で知られた。1932年（昭和7年）のロサンゼルスオリンピックにおいて、松内則三、島浦精二とともに、日本初の海外からのスポーツ中継を行ったアナウンサーのひとりとなる。
1936年（昭和11年）には、山本照とともにベルリンオリンピックの放送を担当した。河西は8月11日に行われた競泳女子200メートル平泳ぎ種目の決勝戦の放送を担当し、河西の疲労の蓄積や日本の前畑秀子とドイツのゲネンゲルによる凄絶なレース展開などが影響し、普段の冷静さとは一転した、以下のような白熱したアナウンスとなった。
「前畑! 前畑がんばれ! がんばれ! がんばれ! ゲネルゲン（※引用ママ）も出てきました。ゲネルゲンも出ております。がんばれ! がんばれ! がんばれ! がんばれ! がんばれ! がんばれ! がんばれ! がんばれ! 前畑、前畑リード! 、前畑リード! 前畑リードしております。前畑リード、前畑がんばれ! 前畑がんばれ! リード、リード、あと5メーター、あと5メーター、あと4メーター、3メーター、2メーター。あッ、前畑リード、勝った! 勝った! 勝った! 勝った! 勝った! 勝った! 前畑勝った! 勝った! 勝った! 勝った! 勝った! 勝った! 前畑勝った! 前畑勝った! 前畑勝った! 前畑勝ちました! 前畑勝ちました! 前畑勝ちました! 前畑の優勝です、前畑の優勝です」（引用元の漢数字は算用数字に改めた。）
この河西の実況アナウンスは、翌日の読売新聞朝刊において「あらゆる日本人の息をとめるかと思はれるほどの殺人的放送」と激賞された一方、「あれでは“応援放送”で、客観的な実況放送とは言えない」「第三位以下の選手の順位が不明で、スポーツ中継としては“欠陥商品”だ」といった批判も少なくはなかった。河西は「放送席のそばにいた陸上（棒高跳）の西田修平・大江季雄らが『そーれ、ガンバレ、そーれ、ガンバレ』と声援を送っていたので、俺も一緒になって『がんばれ、がんばれ』とやってしまった」と述懐している。
その後は日本放送協会理事、日本放送出版協会社長を歴任。
1961年（昭和36年）4月、藍綬褒章を、1968年（昭和43年）11月の秋の叙勲で勲四等瑞宝章をそれぞれ受章した。
1970年（昭和45年）12月2日、心不全のため東京都中野区の自宅で死去した。72歳没。同月8日、特旨を以て位記を追賜され、死没日付をもって従五位に叙された。葬儀・告別式は青山葬儀所で行われた。

## 活動歴

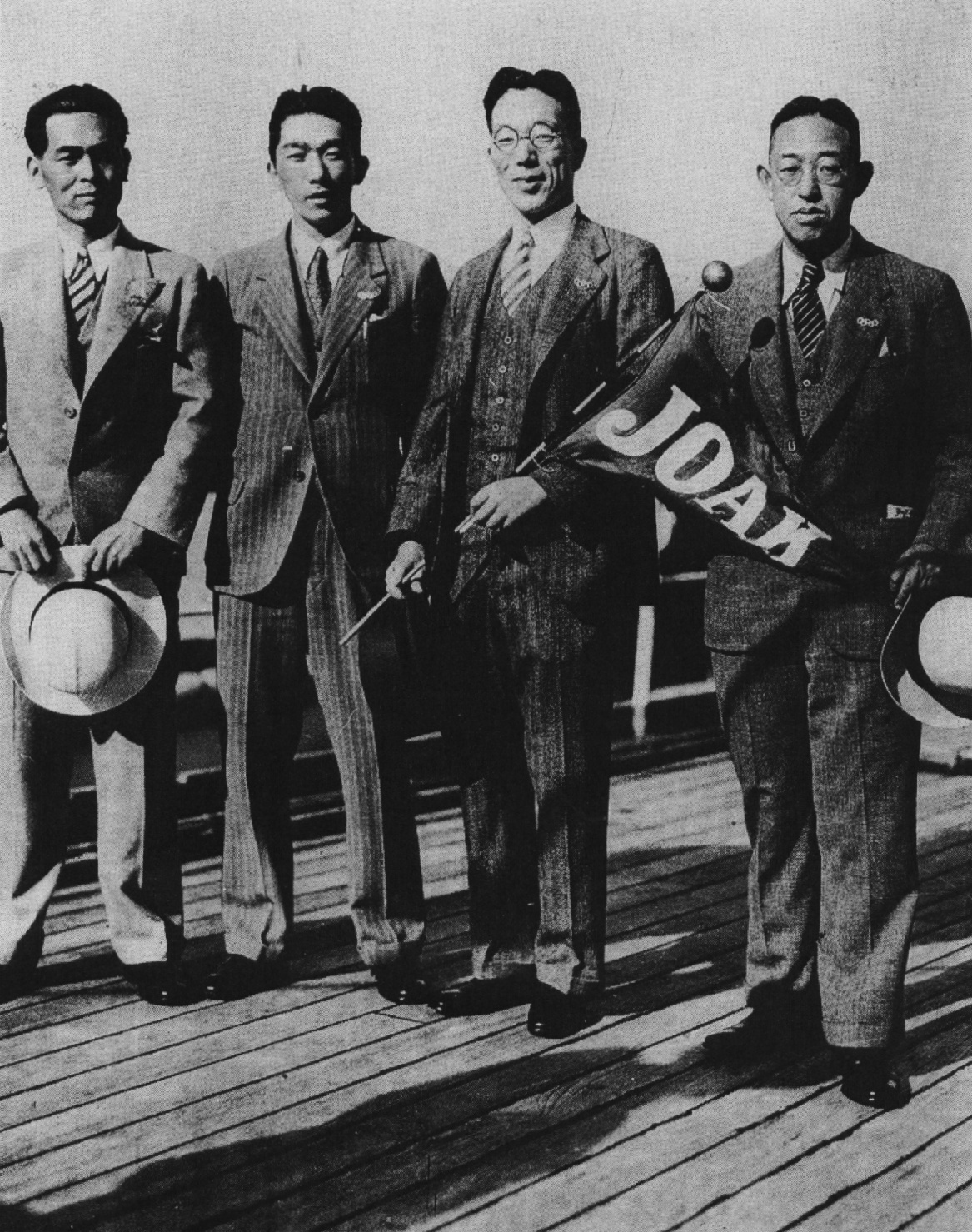
1932年ロス五輪取材に向かう日本放送協会スタッフ（左から河西三省、島浦精二、宝田通元、松内則三）

### 主な担当番組
- 早慶戦
- 1932年ロサンゼルスオリンピック
- 1936年ベルリンオリンピック

### 他媒体への出演
映画
- 青年日本を語る（1934年、地上映画社）

### レコード
- 第十一回国際オリムピック大会・ニュースレコード水上競技実況放送（1936年、ポリドール・レコード）

上記のアナウンスを記録したSPレコード。記録物のレコードとしては異例の11万枚以上を売り上げる大ヒットになった。
2008年7月29日に、NHKラジオ第1放送の『つながるラジオ』にて当レコードの複製版が出回ったことが紹介された。

## TV番組
- 大河ドラマ『いだてん〜東京オリムピック噺〜』（2019年、NHK、演：トータス松本）[14]